# لويس هنري كامبوس
لويس هنري كامبوس (بالإسبانية: Luis Henry Campos) هو منافس ألعاب قوى بيروفي، ولد في 11 أكتوبر 1995.

## وصلات خارجية
- لويس هنري كامبوس على موقع الاتحاد الدولي لألعاب القوى (الإنجليزية)
- لويس هنري كامبوس على موقع اللجنة الأولمبية الدولية (الإنجليزية)
- لويس هنري كامبوس على موقع أوليمبيديا (الإنجليزية)